# Bandera d'Extremadura
La bandera d'Extremadura, segons es determina a l'article 4-1 de l'Estatut d'Autonomia està formada per tres franges horitzontals i iguals, en ordre de dalt a baix, de colors verd, blanc i negre.
Respecte al seu origen, són diverses les versions o interpretacions que es donen sobre els seus colors. Tot i això, als anys 80 s'havia popularitzat tant que els ponents de l'Estatut d'Autonomia, l'any 1983, no dubtaren a incloure-la al mateix.
En diverses publicacions de caràcter oficial, es diu que els colors de la bandera són un homenatge a la història medieval de la regió, en què es representa:
- Verd: color de l'emblema de l'Orde d'Alcántara, nascuda a la província de Càceres i posteriorment assentada també a Badajoz
- Blanc: per ser el color utilitzat en el pendó reial de Lleó, terra repobladora de la regió.
- Negre: en honor de l'estendard del mateix color dels reis aftàssides del Regne de Badajoz, el regnat dels quals va destacar per la seva contribució a l'art i la cultura.[3][4]